# Meine Brüder und Schwestern im Norden
Meine Brüder und Schwestern im Norden (in der Fernsehversion Meine Brüder und Schwestern in Nordkorea) ist ein 106 Minuten langer Dokumentarfilm der deutsch-südkoreanischen Regisseurin Sung-Hyung Cho. Die Uraufführung fand am 29. März 2016 als Eröffnungsfilm des Lichter Filmfestes statt.

## Inhalt
Der Film versucht anhand mehrerer Lebensbeschreibungen, den Alltag in Nordkorea zu zeigen. Die Regisseurin interviewte mehrere Personen, deren Alltag möglichst unterschiedlich ist:
- Ri Ju Hyok (30, Ingenieur) studierte „Automatisierung und Mechanisierung“ an der Kim-Il-sung-Universität in Pjöngjang, arbeitet nun in einem Schwimmbad in Pjöngjang an der Effizienz von Arbeitsprozessen und Dienstleistungen.
- Ri Ok Kyong (26, Gendarm) steht kurz vor der Entlassung aus dem zehnjährigen Militärdienst. Sie ist Gendarm, leitet ihren Dienst von zuhause aus und wohnt mit ihrer Großmutter und ihrem Bruder zusammen.
- Kang Yong Min ist Maler am staatlichen Kunstatelier und malt am liebsten schöne Frauen. (Er fehlt in der TV-Version.)
- Go Kwang Bok ist Traktorfahrer in einem Musterkollektiv in Sariwŏn.
- Go Kwangs Frau, Kim Chun Hwang, (38) ist Bäuerin.
- Kinder und Lehrpersonal der Internationalen Fußballschule in Pjöngjang.

Ihre Interviewpartner waren dabei aber keine reinen Zufallsbekanntschaften, da für die Dokumentation eine Reihe Menschen von staatlichen Behörden herausgesucht wurden. Die Regisseurin hatte aber dennoch die Möglichkeit innerhalb eines engen Rahmens ihre Interviewpartner zu wählen.
Nachdem sie als Südkoreanerin Schwierigkeiten gehabt hatte, in Nordkorea filmen zu dürfen, verzichtete Sung-Hyung Cho auf ihre koreanische Staatsbürgerschaft und behielt ausschließlich ihre deutsche. Nach einigen Rückschlägen gelang es, den Hessischen Rundfunk als Koproduktionspartner zu gewinnen und Kontakte mit zuständigen Personen in Nordkorea zu knüpfen – unter der Bedingung, kein Familiendrama zu drehen. Für die Filmvorbereitungen bereiste sie mehrere Male Nordkorea, unterhielt sich mit ihren Interviewpartnern.
Sung-Hyung Cho verzichtete darauf, die Filmszenen „aus dem Off“ zu kommentieren, und stellte ihren Interviewpartnern stattdessen scheinbar naive Fragen. Etwa, warum die weiblichen Badegäste in einem Spaßbad keine Bikinis trügen – und erhielt als Antwort, dies entspreche nicht den Sitten des Landes und sei verboten.

## Auszeichnungen
Meine Brüder und Schwestern im Norden erhielt den Preis als bester regionaler Langfilm des 9. Lichter Filmfests. Die Jury urteilte, Sung-Hyung Cho schöpfe die vom System vorgegebenen Möglichkeiten „auf kluge und respektvolle Weise aus“. In den Interviews frage sie sehr bestimmt nach, gebe dem Protagonisten aber trotzdem Raum, wodurch „ein mosaikartiges Porträt eines zerrissenen Landes“ entstehe. Dem Zuschauer werde es ermöglicht, „hinter die Bilder zu schauen, zwischen den Zeilen zu lesen und eine eigene Haltung einzunehmen“.
Auf dem 26. Filmkunstfest Mecklenburg-Vorpommern wurde Meine Brüder und Schwestern im Norden zum besten Dokumentarfilm gewählt (gemeinsam mit Parchim International). Die Jury begründete ihre Wahl unter anderem damit, dass es Sung-Hyung Cho trotz des von der nordkoreanischen Regierung vorgegebenen Rahmens gelinge, „durch eine besondere Mischung von Wärme und Distanz, […] in ihren Interviews das Lebensgefühl verschiedener Generationen sehr lebendig nahe zu bringen“.

## Hintergrund
Meine Brüder und Schwestern im Norden ist eine Koproduktion der Kundschafter Filmproduktion GmbH Berlin mit dem Hessischen und dem Westdeutschen Rundfunk. Die Redaktion führten Esther Schapira vom HR und Jutta Krug vom WDR. Am 14. Juli 2016 kam der Film in die deutschen Kinos.
Die Erstausstrahlung im Ersten erfolgte am 26. Juli 2017.

## Kritik
Nach Ausstrahlung des Filmes in der ARD veröffentlichte der Publizist Henryk M. Broder in der Tageszeitung Die Welt am 29. Juli 2017 eine beißende Kritik des Filmes. Der Film sei Propaganda vom Feinsten. Er verweist dabei auf von ihm erkannte Falschdarstellungen im Film, welche durch die Sprecherin nicht korrigiert würden. Hierfür erwähnt er beispielhaft eine angebliche Aussage am Anfang des Films, „… ‚der große General Kim Il Sung‘ [habe] im Jahre 1942 das Licht der Welt erblickt …“, die jedoch im Film gar nicht vorkommt. Insgesamt ginge es in dem Film von einem Potemkinschen Dorf zum anderen. Völlig unkritisch würden Schulzimmer gezeigt, die so aussähen, als seien sie erst vor einer Stunde bezogen worden. An anderer Stelle kommt die Protagonistin wie durch Zufall an einem Traktorfahrer vorbei, der gerade einen Reifen austauscht und dabei ein blütenweißes T-Shirt trägt. Die Arbeiterinnen einer Kleiderfabrik strömen in eleganten Kleidern und Kostümen zur Arbeit, was wiederum nicht kommentiert oder hinterfragt wird.
Broder sieht ein historisches Beispiel solcher Propagandafilme in dem NS-Film Der Führer schenkt den Juden eine Stadt über das KZ Theresienstadt. Während das Erste bei einer kürzlich ausgestrahlten Antisemitismusdokumentation diesen Film einem ausgiebigen Faktencheck unterzogen hat und dabei nicht nur Fakten, sondern auch Ansichten korrigierte, hielt man dies in Falle dieses Filmes zum Lobe des nordkoreanischen Kommunismus nicht für nötig.
Andere hingegen lobten die Machart des Filmes. So schrieb der Tagesspiegel, der Film „[unterlaufe] die Propaganda, (…) indem sie die arrangierten Begegnungen sorgsam ins Bild setzt, geduldig ihre Oberfläche betrachtet, bis diese ihre eigene Wahrheit preisgibt“. Die Regisseurin selbst sagte in einem Interview mit Spiegel Online über die im Film unkommentiert gelassenen Propagandaäußerungen: „Denken Sie, dass die Zuschauer so blöd sind, das nicht mitzubekommen? Das ist so was von anmaßend und unterschätzt die Leute vor dem Fernseher. Die sind in der Lage, zwischen den Zeilen zu lesen. Man muss nicht alles diktiert bekommen, sondern kann auch mal selbst denken.“